# M1927 76mm歩兵砲

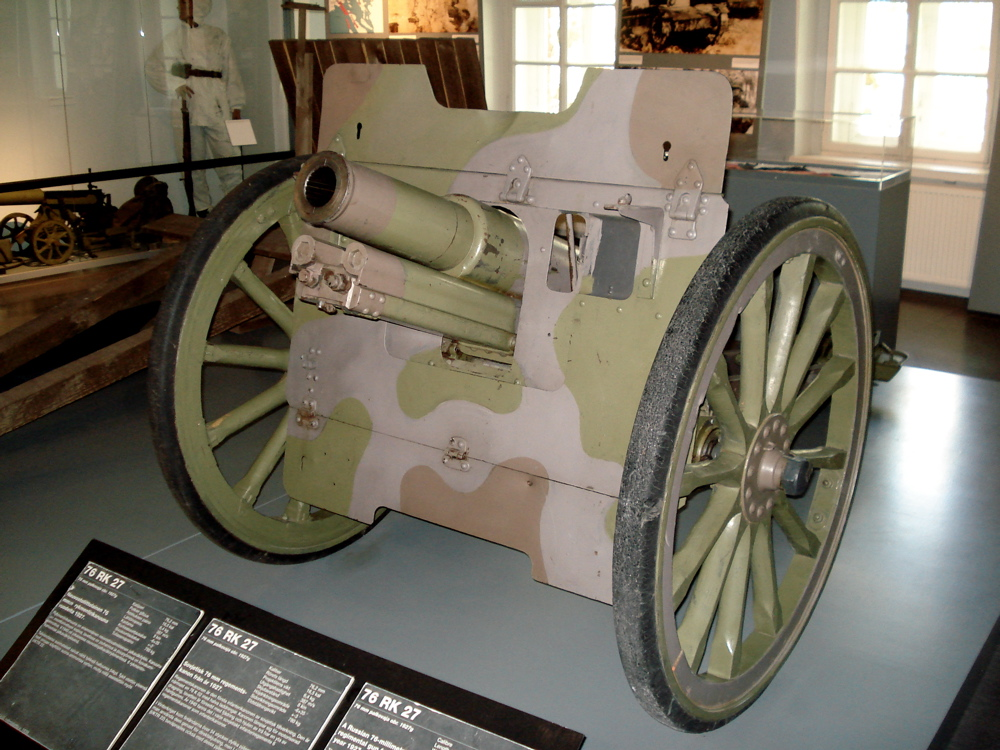
M1927 76mm歩兵砲

M1927 76mm連隊砲（ロシア語：76-мм полковая пушка обр. 1927 г.）とは、ソビエト連邦が1927年に開発した歩兵砲である。

## 開発
M1927は1927年に設計され、翌1928年に量産が開始された。M1927はソビエト連邦が初めて独自に設計した火砲であるが、単脚式砲架や金属製スポーク式の車輪など、保守的な部分も目立つ。1939年には、車輪をゴムタイヤに換装するなどの改良がおこなわれている。
M1927の装薬の設計にはM1902 76mm師団砲のものが採用されたが、装薬量は減らされている。また、師団砲に比べ薬莢のフランジ径が縮小されたため、フランジが合わず師団砲の弾薬は装填できない。
1939年のノモンハン事件や冬戦争における具体的な戦歴は不明。1941年の大祖国戦争勃発時において、赤軍は4,708門を保有していた。
ドイツ国防軍は大量に鹵獲した本砲に7.62cm Infanteriekanonehaubitze 290(r)の鹵獲兵器番号を付与し、各戦線で使用した。ドイツ国防軍は本砲は高く評価しており、ドイツ製照準器への交換や砲弾の生産も行っている。フィンランド国防軍は冬戦争で54門、継続戦争で約200門を鹵獲し、76 RK 27として運用した。

## 運用

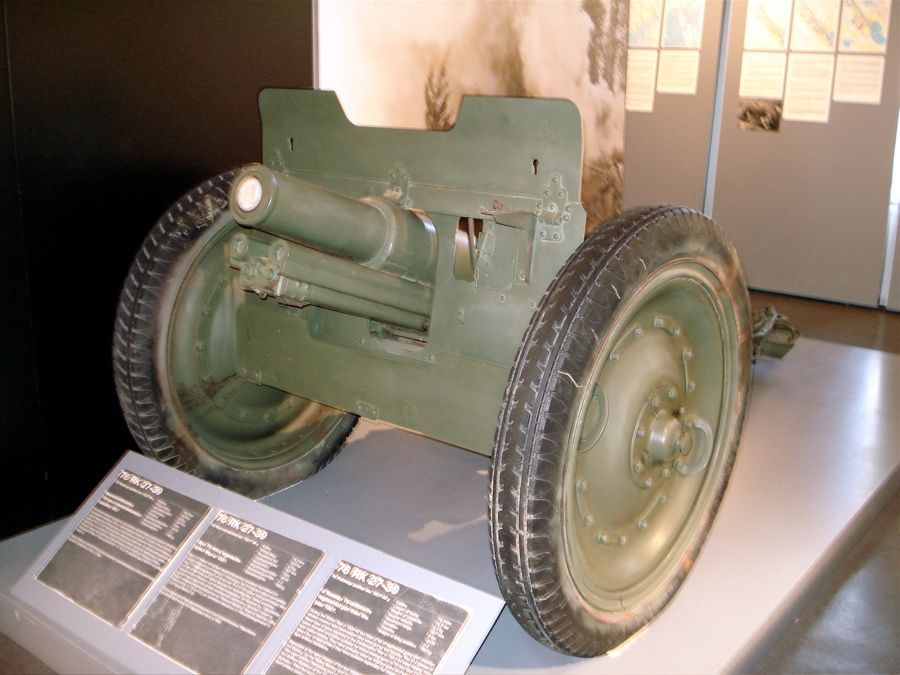
車輪をゴムタイヤに換装した、M1927/39 76mm歩兵砲

M1927は主に軽防備目標や機銃座、敵歩兵を直接照準で粉砕ないし撃破する火力支援が主任務であるが、HEAT弾もあるので限定的ながら対戦車戦闘も可能である。
M1927は主に狙撃兵連隊や騎兵連隊に配備された。狙撃兵旅団の砲兵大隊も1個中隊はM1927が配備されたほか、一部は対戦車砲大隊にも配備された。
1943年に新型のM1943 76mm歩兵砲が新たに量産に入るとしだいに置き換えられていくが、終戦まで運用が続けられた。その後は東側諸国に供与されたと思われるが、具体的な戦歴は不明。

## スペック
- 口径：76.2mm[2]
- 全長：m（牽引時）
- 全幅：m
- 重量：780kg（戦闘時）[2]/1,620kg（移動時）
- 砲身長：1163mm（口径）[2]
- 仰俯角：-6°~+25°[2]
- 左右旋回角：6°[2]
- 運用要員：名
- 発射速度：14発/分[2]
- 射程：4,200m （OF-350榴弾）/1,000m（BP-350M成形炸薬弾）
- 生産期間：1928年~1943年
- 生産総数：16,482門